# Lampeter
Lampeter (in gallese: Llanbedr Pont Steffan) è una cittadina di circa 3.000 abitanti del Galles centro-occidentale, facente parte della contea di Ceredigion e situata ai piedi dei Monti Cambrici e lungo il corso del fiume Teifi.

## Geografia fisica

### Collocazione
Lampeter si trova nella parte centrale della contea di Ceredigion e ad ovest dei Monti Cambrici: è situata tra le località di Aberaeron e Llandovery (rispettivamente a sud-est della prima e a nord-ovest della seconda) e tra Tregaron e Carmarthen (rispettivamente a sud/sud-ovest della prima e a nord/nord-est della seconda), a circa 20 a nord-est di Llandysul.

## Società

### Evoluzione demografica
Al censimento del 2011, Lampeter contava una popolazione pari a 2.970 abitanti. La cittadina ha conosciuto un sensibile incremento demografico tra il 1991, quando contava 1.989 abitanti  e il 2001, quando ne contava invece 2.894.

## Architettura
Nell'architettura cittadina sono presenti edifici in stile vittoriano e georgiano.

### Edifici d'interesse
Tra gli edifici d'interesse di Lampeter, figurano il college universitario, situato nei pressi delle rovine del castello.

## Feste ed eventi
- Food Festival[1]

## Sport
- La squadra di rugby locale è il Lampeter Town RFC[6]